# Дринка Павловић
Дринка Павловић (Белановица, код Љига, 7. новембар 1918 — Јајинци, код Београда, 14. мај 1943) била је учитељица, учесница Народноослободилачке борбе и народни херој Југославије.
Учитељску школу је започела у Београду, а завршила у Ужицу 1937. године. Још као ученица се прикључила омладинском револуционарном покрету, због чега је школовање морала да настави у Ужицу, где је постала члан Савеза комунистичке омладине (СКОЈ). Године 1938. добила је службу у селу Спанце, код Куршумлије, где је активно радила на просвећивању сељака, а нарочито сељанки, кроз организовање аналфабетских и домаћичких курсева.
Била је активна у раду учитељског удружења „Вук Караџић”, а у јесен 1938. повезала се са партијском организацијом у Куршумлији и постала члан Комунистичке партије (КПЈ). Годину дана касније, постала је члан тада основаног Месног комитета КПЈ. Учествовала је на Првој месној конференцији КПЈ, крајем 1939, као и на политичком курсу у Сијаринској Бањи, у лето 1940. године.
Након окупације Југославије, у лето 1941. била је два пута хапшена у Прокупљу, али је оба пута успела да побегне. Потом је боравила на Јастрепцу, у Штабу Топличког партизанског одреда, а августа 1941. послата је у окупирани Ниш, где је радила у партијској техници. Априла 1942. откривена је и ухапшена на улици од стране четника Косте Пећанца. Након мучења у нишкој полицији, пребачена је у Београд, а пошто није хтела ништа да призна послата је у логор на Бањици. Овде се срела са рођеном сестром Даринком Павловић, која је ухапшена марта 1942. у Лазаревцу. Обе су стрељане маја 1943. на стрелишту у Јајинцима.
За народног хероја проглашена је 6. јула 1953. године.

## Биографија
Рођена је 7. новембра 1918. у варошици Белановици, код Љига. Била је треће по реду од укупно седморо деце Драгомира и Зорке Павловић. Услед глади и велике немаштине у Србији, за  време окупације у Првом светском рату, двоје старије Драгомирове и Зоркине деце умрло је од дизентерије, па је Дринка била најстарија од преживеле деце, а поред ње су имали још три ћерке — Десанку, Даринку и Веру, као и сина Драгана. Њен отац био је поштански послужитељ, а касније је премештен у Београд, где је радио као чувар зграде Министарства поште у Палмотићевој улици. У сутерену зграде, имао је стан у коме је живео са породицом. Школовање је започела у родном месту, а наставила у Београду. Након мале матуре, уписала је Учитељску школу, али је из ње избачена након завршене прве године, због учешћа у ђачком штрајку. Даље школовање, наставила је у Учитељској школи у Ужицу.
Још у току школовања у Београду, повезала се са омладинским револуционарним покретом, а доласком у Ужице ступила је у контакт са Добривојем Видићем, Љубодрагом Ђурићем и његовим братом Желимиром, учесницима Учитељске школе, који су припадали револуционарном покрету. Повезујући се са њима, почела је да учествује у акцијама револуционарне омладине, а због своје активности примљена је у чланство Савеза комунистичке омладине Југославије (СКОЈ). У току Трећег разреда, школске 1935/36. године, од скојевске организације била је задужена за руковођење групом чланова, који су се бавили проучавањем марксистичке литературе. Ова група је своје састанке одржавала у стану у коме су становали Средоје Урошевић и Бранко Пауновић. Поред Дринкине, постојале су још две групе, које су се такође бавиле проучавањем марксистичке литературе, а њима је од укупно 30 ученика Трећег разреда Учитељске школе било обухваћено њих 23. Исте године, на прослави школе међу дванаесторо ученика, награђених за литерарне радове, налазило се деветоро скојеваца, међу којима и Дринка. За време школских распуста, одлазила је кући у Београд и родну Белановицу, где је политички радила са омладином.
Након завршетка Учитељске школе, 1937. вратила се у Београд. Тада је Министарству просвете поднела молбу за добијање учитељске службе, а у међувремену је помагала мајци Зори, која је радила у бифеу у згради поште у Палмотићевој улици. Овде су често навраћали револуционарни студенти и други чланови и симпатизери Комунистичке партије, преко којих је одржавала партијску везу. После годину дана чекања, 1938. добила је учитељску службу у селу Спанце, код Куршумлије.

### Учитељска служба и партијски рад
Доласком на своју прву, али и једину, учитељску службу у село Спанце, Дринка се поред рада са ђацима, максимално ангажовала на просвећивању људи, а нарочито сељанки. Преко зиме је организовала аналфабетске и домаћичке курсеве, које је похађао већи број мештана. Посебну пажњу посветила је еманципацији жена на селу, па их је кроз домаћичке курсеве учила кувању, кројењу, шивењу, као и хигијенским навикама. Због активног рада на просвећивању, била је на удару школских надзорника, који су је оптуживали за пропагирање комунизма. Активно је учествовала у раду Учитељске културно-издавачке задруге „Вук Караџић”, коју су водили комунисти и која је била легалан облик револуционарног учитељског покрета. Сарађивала је с колегама из суседних села и размењивала искуства у пропагандно-просветном раду.
У јесен 1938, на градилишту железничке пруге Куршумлија—Приштина, инжењер Војо Јеремић формирао је партијску ћелију Комунистичке партије, која је имала још три члана. Доласком у Спанце, Дринка се повезала са овом партијском организацијом и сарађивала са њеним члановима. Одобрењем Видака Марковића, секретара Месног комитета КПЈ за Ниш, партијска ћелија је постала прва партијска организација КПЈ у Куршумлији. На првом састанку организације, одржаном 7. новембра 1938, на двадесетпрву годишњицу Велике октобарске социјалистичке револуције, примљена је у чланство Комунистичке партије Југославије (КПЈ). Преко ње, партијска организација се у наредном периоду, повезала са учитељима из околних села, као и онима из околине Прокупља, са којима је везу одржавао Никодије Стојановић Татко. Рад прве партијске организације у Куршумлији био је у пуној илегалности, а поред чланова, окупљани су и симпатизери партије из села Косанице и Топлице.
Годину дана након оснивања, организација Комунистичке партије у Куршумлији је у јесен 1939. имала четири партијске ћелије и два актива Савеза комунистичке омладине, па је формиран и Месни комитет КПЈ, у чије је чланство изабрана Дринка Павловић. Крајем исте године, у Куршумлију су дошли Милинко Кушић и Сретен Жујовић и одржали састанак са руководством Месног комитета. На овом састанку секретар Воја Јеремић поднео је извештај о раду партијске организације, а Дринка је говорила о сваком члану поименце. Убрзо потом, одржана је у Куршумлији Прва месна партијска конференција, којој су поред 25 делегата присуствовали Милинко Кушић и Светозар Вукмановић. Конференцију је отворио Војо Јеремић, а након њега су о спољној и унутрашњој политичкој ситуацији и о задацима КПЈ, као и значају конспирације, говорили Милинко Кушић и Светозар Вукмановић. Након њих је о културно-просветном раду говорила Дринка.
Августа 1940. учествовала је у раду политичког курса, одржаног у Сијаринској Бањи, код Медвеђе. На овом курсу, који је организован са циљем проучавања Историје СКП(б), учествовало је око 100 учитеља, симпатизера и чланова КПЈ, из читаве Југославије, а њиме је руководио Светозар Вукмановић Темпо. Курс је организован илегално, а учитељи су општинским властима као разлог свог боравка пријавили летовање, па су добили смештај у основној школи, с обзиром да је био летњи распуст. Дринкин прикривени партијски, али и отворени просветитељски рад, засметао је појединим грађанима, као и православном свештенику у Спанцу, који је био руски емигрант и бивши белогардејац, па су је неколико пута пријављивали среском начелнику у Прокупљу.

### Почетак рата и хапшења
Након краткотрајног Априлског рата и окупације Краљевине Југославије, априла 1941, Дринка је остала у селу Спанцу, код Куршумлије. Тада је почела да активније политички делује међу сељацима објашњавајући им новонасталу ситуацију и позивајући их да се прикључе Народноослободилачком покрету (НОП). После немачког напада на Совјетски Савез, 22. јуна 1941, отпочела су масовна хапшења комуниста, а у првој групи ухапшених комуниста на подручју Куршумлије и Прокупља, нашли су се Никодије Стојановић Татко и Дринка Павловић. Убрзо по вести о њиховом хапшењу, у Прокупље, где су били затворени, дошао је Сретен Младеновић Мика, секретар Окружног комитета КПЈ за Ниш. Он је на састанку Месног комитета КПЈ, са члановима разговарао о могућности ослобађања ухапшених комуниста, а пре свега Дринке и Татка. Тада је договорено да Татко покуша да га због лошег здравља пребаце у болницу, где је било више услова за организацију бекства, а да се Дринка спасе преко једног жандарма, који је био симпатизер Комунистичке партије. Уз помоћ жандарма, она је пар дана потом побегла из затвора. Искористивши непажњу других стражара, он је Дринку извео из зграде затвора и одвео до зида у дну дворишта, иза кога су је чекали други илегалци.
После бекства, напустила је Прокупље и наставила са политичким радом. Обилазила је села у околини Куршумлије и Прокупља и позивала народ на устанак. Недуго потом, „црвена учитељица” поново је ухапшена од стране жандарма. Након спровођења у Прокупље, предата је Немцима, а пар дана потом је заједно са групом ухапшеника испоручена Гестапоу у Нишу. У току транспорта у Ниш, искористила је погодан тренутак и побегла, искочивши из камиона у покрету. Војници су пуцали за њом, али је она успела да дотрчи до оближњег шумарка и ту затражи заклон. Потом је отишла на Јастребац, где се тада налазио Штаб Топличког партизанског одреда. У Штабу Топличког одреда, сарађивала је са Ратком Павловићем Ћићком, Радивојем Увалићем, Никодијем Стојановићем Татком и другима, али се овде није дуго задржала јер је крајем августа 1941, од стране Сретена Младеновића Мике, секретара Окружног комитета КПЈ за Ниш позвана да дође у окупирани Ниш, ради преузимања рада партијске технике.

### Рад у илегалној штампарији
Развојем Народноослободилачке борбе у јужној Србији, Народноослободилачки покрет је све више јачао па се јавила потреба за већом количином пропагандног и другог партијског материјала — књига, брошура, летака, прогласа, новина и др. Сав до тада штампани материјал, који је растуран у овом крају, штампан је у Београду, у илегалној штампарији ЦК КПЈ на Бањичком венцу, а његово илегално допремање било је веома ризично јер га је требало добро сакрити, како не би био откривен, што је задавало доста мука партијским куририма. Како би решио проблем недостатка пропагандног материјала, Окружни комитет КПЈ је одлучио да створи сопствену партијску технику, а за овај поверљиви рад били су изабрани поуздани чланови — Драги Стаменковић и Александар Симић Брка. Они су закупили једну кућицу у Јагодин мали и ту сместили гештетнер, писаћу машину и друга неопходна средства. Након што је почетком септембра 1941. дошла у Ниш, Дринка је преузела руковођење партијском техником. Заједно са њом, у техници је радио Радомир Спасић Аца, који је на гештетнеру извлачио странице и разносио умножени материјал, док је Дринка куцала матрице. Они су свакодневно, поред летака, штампали поједине главе Историје СКП(б), као и око 1.500 примерака Билтена, а овај материјал је потом преношен у Сврљишки, Озренски, Бабички и Кукавички партизански одред, као и у партијске организације Пусте реке, Пирота, Зајечара, Топлице, Јастрепца, па чак и у Македонију.
Кућа у којој се налазила партијска техника била је у дубокој илегали и за њу су знали само поједини чланови руководства Месног и Окружног комитета КПЈ, међу којима су били Драги Стаменковић, Александар Симић, Миодраг Стојановић звани Јанко Банкарац, који је био секретар Месног комитета и Разуменка Петровић, која је била курир за одржавање везе. Дринка је живела под лажним именом — Даница Миљковић, учитељица из Срема, која чека посао. Преко дана је хранила свиње, чувала живину и обављала друге послове, а ноћу је радила у техници. Почетком децембра, припадници Српског добровољачког корпуса (љотићевци) на улици су препознали и ухапсили Стојана Хаџи Томића званог Максим, гимназијалца из Прокупља, који је у Нишу деловао као члан Окружног комитета СКОЈ-а. Приликом мучења у полицији, он је иследницима одао своје сараднике, па су наредних дана ухапшени Драги Стаменковић, Миодраг Ристић Абаџија и Миодраг Стојановић. Како су се међу ухапшенима, нашли и они који су знали за постојање партијске штампарије у Јагодин мали, Окружни комитет КПЈ је из предострожности донео одлуку о прекиду њеног рада и започео трагање за новом локацијом. Радомир Спасић Аца убрзо је пронашао нову локацију за смештај штампарије, у недовршеној кући Глигорија Горче Китановића, сељака из Горње Власе, која се налазила у близини зграде Војне болнице. Како је кућа била недовршена, они су оспособили једну собу у доњем делу, а посебно име је погодовало то што се око куће налазио висок зид, па се није видело да је један део приземља завршен. За пролазнике и ретке комшије, ова кућа је и даље остала празна и ненасељена.

### Хапшење и боравак у затвору
Након пресељења штампарије на нову локацију, Дринка и Радомир Спасић Аца још активније су радили на умножавању материјала. Поред вести и информација, добијених од Окружног комитета, билтене које су штампали, попуњавали су вестима које су слушали са радио-станице Слободна Југославија, која је емитовала вести у систему радио-станица Коминтерне. Због предострожности, кућу у којој се налазила штампарија, напуштао је само Спасић, док је Дринки Месни комитет КПЈ саветовао да не излази на улицу, како је неко од агената не бих препознао и ухапсио. Почетком априла 1942, Глигорије Диклић и Василије Буха, инструктор Покрајинског комитета КПЈ за јужну Србију, пошли су на састанак са железничарем Благојем Илићем, који је био курир партијске организације из Лесковца, али су том приликом ухапшени од стране агената нишке полиције. Пошто нису били везани, они су приликом спровођења у полицију, успели да побегну. Глигорије је тада дошао у кућу у којој се налазила партијска техника и замолио Радомира и Дринку да му помогну. Пошто је он скоро из Лесковца дошао у Ниш, на рад у Окружни комитет КПЈ, још увек није имао нову илегалну легитимацију, па је тражио да неко од њих оде до другарице, која је била задужена да му је набави. Радомир није познавао ову другарицу, а Дринка јесте, па је она, упркос савету Месног комитета да не напушта партијску технику, одлучила да изађе и оде по легитимацију.
Приликом одласка по Диклићеву легитимацију, Дринку је на улици, код кафане „Гркиња”, 10. априла 1942. препознао један трговац из Куршумлије и пријавио четницима Косте Пећанца. Они су је потом сустигли на улици, ухватили и одвели у Управу полиције. Дринка је имала легитимацију на име Даница Миљковић, која је издата од стране Управе града Београда и тврдила је да она није Дринка Павловић „црвена учитељица” из села Спанце, код Куршумлије. На вест о њеном хапшењу, у Управи полиције брзо су се нашли управник полиције Милорад Туфегџић, помоћник шефа Специјалне полиције Андра Милутиновић и шеф полицијских агената Јанко Пукмајстер. Иако су у почетку били у сумњи да ли је ухапшеница заиста Дринка Павловић, разуверила их је потврда трговца из Куршумлије, који ју је пријавио и који је био пријатељ Мирка Живановића, шефа Специјалне полиције у Нишу. Након хапшења, полиција је отишла на адресу куће у којој се налазила илегална штампарија, јер је у Дринкиној легитимацији као место пребивалишта била пријављена ова адреса. Када је полиција дошла и извршила претрес куће није пронашла ништа од партијске технике, јер је Радомир Симић Аца партијску технику благовремено склонио у посебно припремљено склониште. Како је од Дринкиног одласка прошло доста времена, Симић је схватио да се нешто непредвиђено догодило, па је истог дана заједно са Диклићем напустио Ниш и отишао у Заплање, одакле је потом послат на рад у Зајечар.
Дринкиним хапшењем и Симићевим одласком из Ниша, престала је са радом илегална партијска штампарија, која је потом, по наређењу Василија Бухе, инструктора ПК КПЈ за јужну Србију, из предострожности пренета у шупу Ђорђа и Злате Љубинковић, у радничкој колонији. Почетком маја 1942, делови штампарије су откривени од стране жене једног руског емигранта, након чега је алармирана полиција која је открила партијску технику, као и пропагандни материјал.
Хапшење „црвене учитељице” Дринке Павловић била је велика ствар за квислиншку полицијску управу у Нишу, па је неколико дана касније лист Ново време донео вест о њеном хапшењу, јављајући да је „расплетено клупче комунистичке банде”. Знајући да је важна личност у Народноослободилачком покрету Ниша, полицијски агенти су покушали да је батинама принуде на сарадњу, како би одала другове са којима је сарађивала и одржавала везу. Упркос батинањима и мучењима, којима је била подвргнута, никога није одала или било шта рекла што би агентима помогло у вођењу даље истраге. Недељу дана након хапшења, 17. априла 1942. пребачена је у Београд, где су даљу истрагу наставили агенти београдске Специјалне полиције. Овде је сазнала да се међу ухапшенима у затвору Специјалне полиције, налази њена рођена сестра Даринка Дара Павловић, која је ухапшена марта 1942, у околини Лазаревца, као специјални курир Главног штаба НОВ и ПО Србије.

### У логору на Бањици
Упркос батинама и другим мучењима, агенти београдске Специјалне полиције нису успели ништа да сазнају од Дринке, па је послата у логор на Бањици, који се налазио у згради бившег 19. пешадијског пука Југословенске војске. Крајем јуна 1942, овде је доведена и Дринкина млађа сестра Даринка Павловић. Обе су биле заточене у соби број 38, где су се виделе први пут од почетка рата. Дринка је од Даре, која је дуго деловала као илегалац у окупираном Београду, сазнала шта се дешавало са осталим члановима породице, док је она била у Нишу, као и о њеном учешћу у илегалним акцијама, као и каснијем курирском раду.
Сестре Дринка и Даринка Павловић стрељане су маја 1943. на стрелишту у Јајинцима. Тада у пролеће 1943, у три велике групе — 14. маја, 25. маја и 7. јуна, стрељано је поред великог броја мушкараца и 70 жена. Дринка је стрељана у првој групи, 14. маја, а заједно са њом су стрељане — Јелена Ћетковић, Кристина Ковачевић, Јулија Делере, Славка Ђурђевић-Ђуричић, Олга Т. Јовановић, Олга М. Јовановић, Ружа Јовановић, Катица Ћирић, Олга Кршул, Нада Божовић-Ђорђевић, Лепосава Михаиловић, Данијела Сикимић, Вера Ђокић-Радосављевић, Нада Ђокић-Матијевић, Лепосава Переги-Цвејић, Јелена Ракић, Јелена Цветковић, Симка Ђорђевић, Персида Станојевић, Зорка Николић и Цвета Николић. Вече пре стрељања, помоћник команданта логора Бањица Петер Кригер, кога су логорашице због окрутности прозвале „Керуша”, дошао је у собу 38 и почео да прозива логорашице које су „требале да пођу на рад у Немачку”, а између осталих имена прочитао је и име Дринке Павловић. Логорашице су добро знале да је то прозивка за стрељање, па се Дара јавила када су прозвали Дринкино име. Дринка се томе успротивила, не желећи да се млађа сестра жртвује за њу. Одлазећи на стрељање, Дринка је тешила другарице из логора и молила их да је не испраћају са сузама. Након прозивке, одабране логорашице биле су премештене у собу број 13, коју су звали „соба смрти”, где су провеле своју последњу ноћ.
Једанаест дана након Дринке, у другој групи 25. маја 1943, стрељана је њена сестра Даринка Дара Павловић. Заједно са њом, између осталих, стрељане су — Ђуређелина Ђука Динић, Лепа Лалош-Вујошевић, Милица Радулашки и др. Од преживелих логорашица, родитељи Дринке и Даринке Павловић су након ослобођења добили марамицу на којој је извезене речи: Драгом тати и мами — Дринка и Даринка, после њихове смрти, једна од логорашица је другим концем додала: Стрељане — Дринка 14. V 43. Дара 25. V 43.

## Народни херој
Указом Председништва АВНОЈ-а постхумно је 6. јула 1945. одликована Орденом заслуга за народ другог реда, Поводом обележавања дванаесте годишњице Дана устанка народа Србије Указом председника ФНР Југославије Јосипа Броза Тита 6. јула 1953. је за осведочена херојска дела на бојном пољу и херојско држање пред непријатељем проглашена за народног хероја. Истог дана Орденом народног хероја одликована је група жена народних хероја из Народне Републике Србије, међу којима су биле — Вера Благојевић, Нада Матић, Рада Миљковић, Даница Милосављевић, Нада Пурић, Јованка Радивојевић и Анђа Ранковић.
У време постојања Социјалистичке Федеративне Републике Југославије, Дринка Павловић је као народни херој сврставана у ред најистакнутијих бораца Народноослободилачког рата, а њено име носиле су многе улице, основне школе, пионирски одреди, омладинске радне бригаде и др. Године 1961. основна школа у њеном родном селу Белановици, код Љига, понела је име „Сестре Павловић”, по Дринки и њеној сестри Даринки. Испред зграде школе, касније су им постављене спомен-бисте. У истом месту, на кући у којој су рођене, постављена је спомен-плоча. Основна школа у Куршумлији понела је 1954. име Дринке Павловић, а наредне године испред зграде школе је подигнут споменик Народном хероју Дринки Павловић и осталим борцима народне револуције, рад вајара Р. Будисављевића. Поред ове, име Дринке Павловић од 1963. носи и основна школа у Београду, у Косовској улици. Испред зграде школе, 1969. подигнута је спомен-биста Дринке Павловић, рад вајара Милована Крстића. Исте године, у Београду, у Дому за смештај деце без родитељског старања „Дринка Павловић” у Улици Косте Главинића, откривена је спомен-биста Дринке Павловић.

Дринка, Дринка јуначе мој
и данас памтим ја подвиг твој.
Дринка, Дринка, поносу мој
и данас памтим ја подвиг твој!

   — рефрен из химне ОШ „Дринка Павловић” из Београда, 
Професорка музичког у основној школи „Дринка Павловић” из Београда Нада Грујић је 1963, приликом отварања ове основне школе, упознала родитеље Дринке Павловић — мајку Зорку и оца Драгомира. Након сусрета са њима, она је одлучила да напише песму о Дринки Павловић, у којој је опевала њену трагичну судбину, херојство и спремност да се жртвује. Убрзо потом ова песма је постала химна основне школе „Дринка Павловић”, која се уз незнатне измене и данас изводи на школским приредбама.
Име Дринке Павловић носе улице у Лазаревцу, Куршумлији, београдском насељу Калуђерица и нишком насељу Брзи Брод.
Ликови Дринке и Даринке Павловић појављују се у тв серији „Бањица”, редитеља Саве Мрмка и сценаристе Синише Павића, која је емитована октобра 1984. године. У другој епизоди тв серије, приказана је сцена Дринкиног прозивања на стрељање и њеног растанка са сестром и другим логорашицама. Лик Дринке Павловић тумачила је глумица Бранка Секуловић, а лик њене сестре Даринке глумица Мирјана Блашковић.